# Преда, Марин
Марин Преда (рум. Marin Preda); 5 августа 1922, Силиштя-Гумешти (ныне жудец Телеорман, Румыния) — 16 мая 1980), Могошоая, жудец Илфов, Румыния) — румынский прозаик, новеллист, один из самых известных после Второй мировой войны румынских писателей.
Член Румынской академии (с 1974). Лауреат Государственной премии СРР в области литературы 1956 года.
В 2006 году вошёл в список 100 величайших румын.

## Биография
Из крестьян. Окончил Бухарестский университет. С 1943 по 1945 г. служил в армии. В 1945 году был принят на работу корректором в газету România Libera («Свободная Румыния»), с 1952 года — редактор в общественно-культурном журнале Viaţa Românească («Румынская жизнь»).
В 1965 году избран вице-президентом «Uniunea Scriitorilor» (Союз писателей СРР), с 1970 до смерти — директор издательства «CARTEA Românească» .
В 1980 году Марин Преда опубликовал свой последний роман «Cel mai iubit dintre pământeni», содержащий критику коммунизма. Через несколько недель роман был изъят из всех общественных, университетских и школьных библиотек и всех книжных магазинов.
16 мая 1980 года писатель умер в Доме писателей в Могошоая. Вскрытие, проведенное через 24 часа после его смерти, показало очень высокую концентрацию алкоголя в крови, достаточную, чтобы впасть в кому. Официальной причиной смерти была указана асфиксия.

## Творчество
Повесть «Разворот» (1952), посвященная кооперированию сельского хозяйства, роман «Морометы» (1955, рус. пер. 1961, 3-е переработанное и дополненное изд. 1973, экранизирован), в котором на примере семьи Морометов прослеживается судьба крестьянства с кануна Второй мировой войны 1939—1945 до современности, а также роман «Великий одиночка» (1972), развивающий эту же тему, определяют основное направление развития творчества писателя. Ему принадлежат также роман «Расточители» (1962, рус. пер. 1965), «Чужак» (1968) и драма «Мартин Борман» (1966).

## Избранная библиография
- 1948 — Întâlnirea din pământuri, часть 1
- 1949 — Ana Roşculeţ
- 1952 — Desfăşurarea
- 1955 — Moromeţii, часть 1
- 1956 — Ferestre întunecate
- 1959 — Îndrăzneala
- 1962 — Risipitorii
- 1967 — Moromeţii, часть 2
- 1968 — Intrusul
- 1972 — Imposibila întoarcere
- 1972 — Marele singuratic
- 1973 — Întâlnirea din pământuri, часть 2
- 1975 — Delirul
- 1977 — Viaţa ca o pradă
- 1980 — Cel mai iubit dintre pământeni